# Amphiura scabriuscula
Amphiura scabriuscula är en ormstjärneart som beskrevs av Christian Frederik Lütken 1859. Amphiura scabriuscula ingår i släktet Amphiura och familjen trådormstjärnor. Inga underarter finns listade i Catalogue of Life.